# HNK Kopanice
HNK Kopanice je hrv. bosanskohercegovački nogometni klub iz Kopanica, Vidovice.
Osnovan je 1974. godine kao Jedinstvo.
Na području općine Orašje aktivno je djelovalo jedanaest nogometnih klubova, koji se natječu u četiri različita stupnja i ligaška natjecanja. Kopanice su bile član 2. ŽNL Posavine. Svi osim Kopanica nisu imale uključeni sastav u Omladinskoj ligi Posavskog ŽNS-a.